# Jüdisches Museum Augsburg Schwaben
Das Jüdische Museum Augsburg Schwaben wurde 1985 unter dem Namen „Jüdisches Kulturmuseum Augsburg-Schwaben“ eröffnet. Zu diesem Zeitpunkt war es das erste selbstständige Jüdische Museum in der Bundesrepublik Deutschland. Im November 2018 erfolgte die Umbenennung in „Jüdisches Museum Augsburg Schwaben“.
Das Jüdische Museum Augsburg Schwaben versteht sich als historisches Museum, das aus der jüdischen Geschichte in Bayerisch-Schwaben heraus Bezüge zu gegenwärtigen gesellschaftlichen Fragen herstellt. Es ein Ort, an dem Aspekte von Migration, Integration, Heimat und Kultur aus der Perspektive einer Minderheit diskutiert werden und an dem gezeigt wird, dass Vielfalt weder Bedrohung noch Bereicherung, sondern Normalität ist.
Überregional arbeitet das Museum im „Netzwerk historische Synagogenorte in Bayerisch-Schwaben“ mit.

## Standorte
Das Museum unterhält zwei Standorte.

### Synagoge in der Halderstraße
Der Hauptstandort des Museums befindet sich in der Augsburger Innenstadt im Westflügel der dortigen Synagoge. Das in den Jahren 1914 bis 1917 errichtete Gebäude wurde nach der Zweckentfremdung in der NS-Zeit ab 1972 renoviert. Anlässlich der Renovierung der Augsburger Synagoge wurde es im Jahr 1985 eröffnet.
Am Standort Innenstadt ist die Dauerausstellung untergebracht, zu deren Besuch auch der Blick in die 1917 eingeweihte Augsburger Synagoge gehört, die von der Israelitischen Kultusgemeinde Schwaben-Augsburg genutzt wird.

### Ehemalige Synagoge Kriegshaber

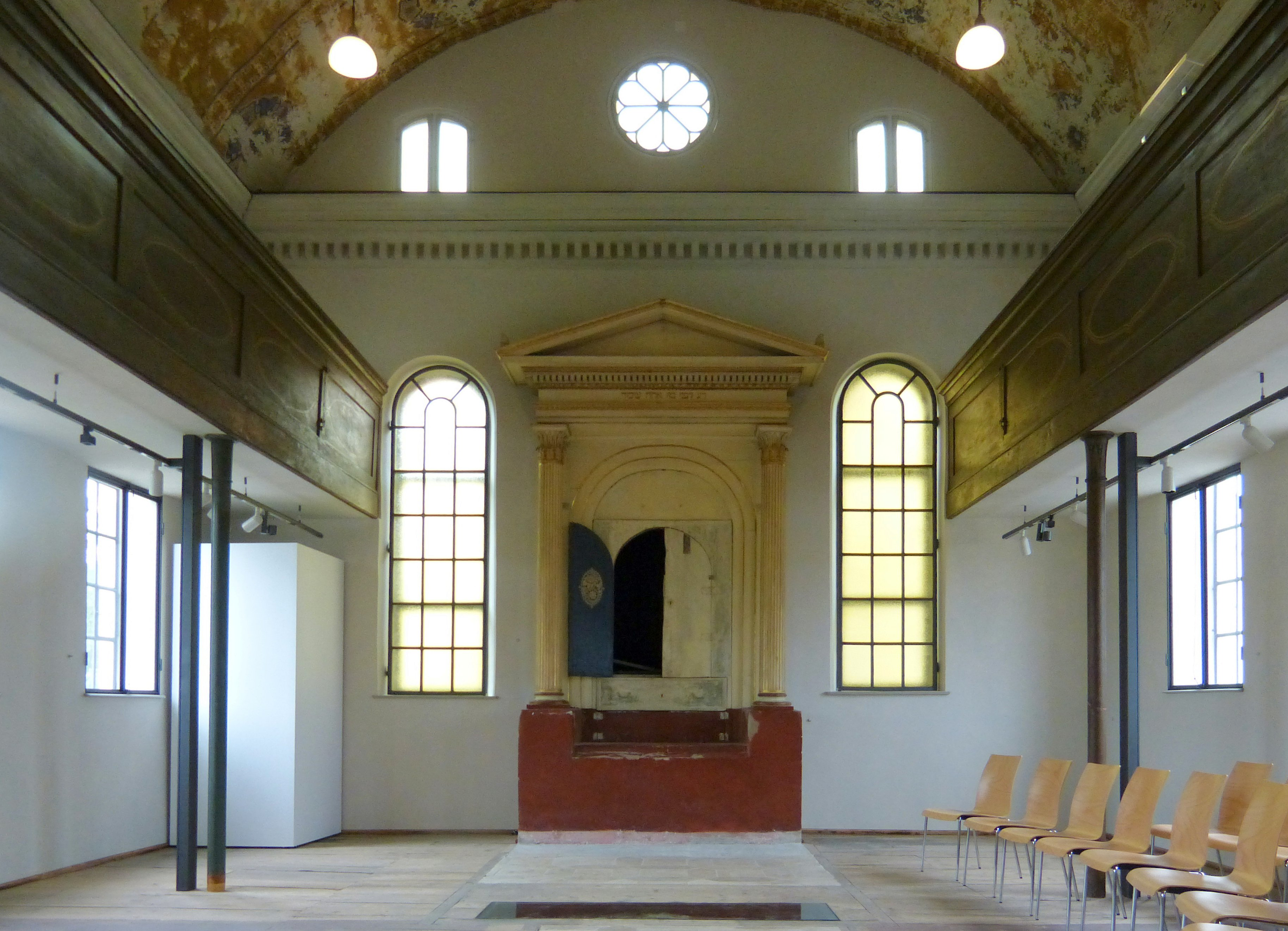
Innenraum der ehemaligen Synagoge Kriegshaber

Seit 2014 ist die ehemalige Synagoge Kriegshaber, die älteste erhaltene Synagoge in Bayerisch-Schwaben, weiterer Standort des Jüdischen Museums Augsburg Schwaben. Das Gebäude, das in den Jahren 2011 bis 2013 saniert wurde, befindet sich im Besitz der Stadt Augsburg. Der ehemalige Synagogenraum wird regelmäßig für Wechselausstellungen genutzt.

## Dauerausstellung
Das Museum dokumentiert die Kultur und Geschichte der Juden in Augsburg und Schwaben vom Mittelalter bis heute. Die im November 2006 eröffnete Dauerausstellung zeigt am Museumsstandort Innenstadt in der Halderstraße die jüdische Geschichte als Wechselspiel von Niederlassung und Austreibung und von Selbstbehauptung und Anpassung. Sie lenkt den Blick auf das Verhältnis zwischen jüdischer Minderheit und christlicher Mehrheit und macht die jüdische Geschichte als einen integralen Teil der Augsburger und der schwäbischen Geschichte deutlich.

## Sammlung
Den Schwerpunkt der Sammlung bilden Ritual- und Kultgegenstände aus dem 17. bis 20. Jahrhundert und zwanzig Tora-Schilder. Diverse Leihgaben aus dem Bayerischen Nationalmuseum München und von privaten Sammlern ergänzen die Sammlung des Museums.
Die meisten der ausgestellten Silbergegenstände stammen von zerstörten Synagogen in Bayerisch-Schwaben. Sie zeigen teilweise die erstaunlichen Verflechtungen zwischen jüdischer und christlicher Kultur. Eine jeweils wechselnde Installation in der Dauerausstellung präsentiert die jüdischen Feste des Jahres, u. a. das jüdische Neujahrsfest Rosch ha-Schana und Pessach.

### Sammlung online
Von 2022 bis 2024 wurden knapp 800 Objekte aus der Museumssammlung sowie weitere 800 Objekte aus den ehemaligen jüdischen Landgemeinden Bayerisch-Schwabens erfasst, beschrieben und digitalisiert. Seit 2024 sind die Objekte auf dem Internetportal Bavarikon online zugänglich. Dazu zählen bauliche Überreste, Ritualobjekte, Handschriften, Druckwerke und Alltagsgegenstände. Der zeitliche Rahmen reicht von der Gründung der ersten jüdischen Landgemeinden in den 1560er Jahren bis zum Zweiten Weltkrieg. Virtuelle Ausstellungen und Biographien ausgewählter Persönlichkeiten ergänzen das Angebot.

## Sonderausstellungen
Bisherige Sonderausstellungen waren unter anderem:
- 2024–2025: Jiddisch. Jüdisch. Taitsch.
- 2023: Feibelmann muss weg. Ein antisemitischer Vorfall aus der schwäbischen Provinz.
- 2022–2023: Voices. Ein Mosaik ukrainisch-jüdischen Lebens.
- 2021–2022: Ende der Zeitzeugenschaft? Ausstellung in Kooperation mit dem Jüdischen Museum Hohenems und der KZ-Gedenkstätte Flossenbürg
- 2020–2021: Schalom Sisters*! Jüdisch-feministische Positionen.
- 2019: Die Stadt ohne. Juden Ausländer Muslime Flüchtlinge. Ausstellung in Kooperation mit dem NS-Dokumentationszentrum München
- 2018: Eine Erinnerung ist eine Erinnerung ist eine Erinnerung? Judaica aus dem Umfeld der Synagoge Kriegshaber
- 2014: "Ma Tovu...". "Wie schön sind deine Zelte, Jakob..." Synagogen in Schwaben

## Leitung
- 2001–2018: Benigna Schönhagen[7]
- 2018–2022: Barbara Staudinger[7][8]
- seit 2022: Carmen Reichert[9][10]